# اندرو اوسی-بونسو
اندرو اوسی-بونسو (انگلیسی: Andrew Osei-Bonsu؛ زادهٔ ۴ ژانویهٔ ۱۹۹۹) بازیکن فوتبال اهل بریتانیا است.
از باشگاه‌هایی که در آن بازی کرده‌است می‌توان به باشگاه فوتبال میلتون کینز دونز اشاره کرد.